# Peter Firth
Peter Macintosh Firth (Bradford, 27 de outubro de 1953) é um ator inglês. Ele é mais conhecido por seu papel como Harry Pearce na série de TV Spooks da BBC One; ele é o único ator que apareceu em todos os episódios das dez temporadas do programa. No cinema, seu papel mais notavelmente foi como Alan Strang em Equus (1977), ganhando um Globo de Ouro e uma indicação ao Oscar.